# Liste des conseillers généraux de la Somme de 1982 à 1985
Cet article dresse la liste des 44 membres du Conseil général de la Somme élus lors de l'élection cantonale de 1982, ainsi que les changements intervenus en cours de mandature.

## Composition du conseil général de laSomme(44 sièges)

### Assemblée départementale en début de mandature
| Parti                                       | Parti                                       | Sigle | Sigle   | Élus | Élus | Groupe                  |
| ------------------------------------------- | ------------------------------------------- | ----- | ------- | ---- | ---- | ----------------------- |
| Majorité (29 sièges)                        |                                             |       |         |      |      |                         |
| Union pour la démocratie française          | Mouvement démocrate-socialiste              |       | UDF-MDS | 9    | 17   | Majorité départementale |
| Union pour la démocratie française          | Centre des démocrates sociaux               |       | UDF-CDS | 6    | 17   | Majorité départementale |
| Union pour la démocratie française          | Parti républicain                           |       | UDF-PR  | 2    | 17   | Majorité départementale |
| Rassemblement pour la République            | Rassemblement pour la République            |       | RPR     | 7    | 7    | Majorité départementale |
| Divers droite                               | Divers droite                               |       | DVD     | 4    | 4    | Majorité départementale |
| Centre national des indépendants et paysans | Centre national des indépendants et paysans |       | CNIP    | 1    | 1    | Majorité départementale |
| Opposition (15 sièges)                      |                                             |       |         |      |      |                         |
| Parti communiste français                   | Parti communiste français                   |       | PCF     | 8    | 8    | Communiste              |
| Parti socialiste                            | Parti socialiste                            |       | PS      | 7    | 7    | Socialiste              |
| Président du Conseil Général                |                                             |       |         |      |      |                         |
| Max Lejeune (UDF-MDS)                       |                                             |       |         |      |      |                         |

### Assemblée départementale en fin de mandature
| Parti                                       | Parti                                       | Sigle | Sigle   | Élus | Élus | Groupe                  |
| ------------------------------------------- | ------------------------------------------- | ----- | ------- | ---- | ---- | ----------------------- |
| Majorité (30 sièges)                        |                                             |       |         |      |      |                         |
| Union pour la démocratie française          | Parti social-démocrate                      |       | UDF-PSD | 9    | 17   | Majorité départementale |
| Union pour la démocratie française          | Centre des démocrates sociaux               |       | UDF-CDS | 6    | 17   | Majorité départementale |
| Union pour la démocratie française          | Parti républicain                           |       | UDF-PR  | 2    | 17   | Majorité départementale |
| Rassemblement pour la République            | Rassemblement pour la République            |       | RPR     | 8    | 8    | Majorité départementale |
| Divers droite                               | Divers droite                               |       | DVD     | 4    | 4    | Majorité départementale |
| Centre national des indépendants et paysans | Centre national des indépendants et paysans |       | CNIP    | 1    | 1    | Majorité départementale |
| Opposition (14 sièges)                      |                                             |       |         |      |      |                         |
| Parti communiste français                   | Parti communiste français                   |       | PCF     | 8    | 8    | Communiste              |
| Parti socialiste                            | Parti socialiste                            |       | PS      | 6    | 6    | Socialiste              |
| Président du Conseil Général                |                                             |       |         |      |      |                         |
| Max Lejeune (UDF-PSD)                       |                                             |       |         |      |      |                         |

## Liste des conseillers généraux de la Somme
| Canton                 | Conseillers               | Partis | Partis                          | Groupes                 |
| ---------------------- | ------------------------- | ------ | ------------------------------- | ----------------------- |
| Abbeville-Nord         | André Leduc               |        | UDF-PSD (UDF-MDS jusqu'en 1982) | Majorité départementale |
| Abbeville-Sud          | Max Lejeune               |        | UDF-PSD (UDF-MDS jusqu'en 1982) | Majorité départementale |
| Acheux-en-Amiénois     | Jackie Pillon             |        | UDF-PSD (UDF-MDS jusqu'en 1982) | Majorité départementale |
| Ailly-le-Haut-Clocher  | Alain Louis-Jacques       |        | UDF-PSD (UDF-MDS jusqu'en 1982) | Majorité départementale |
| Ailly-sur-Noye         | Pierre Classen            |        | UDF-PSD (UDF-MDS jusqu'en 1982) | Majorité départementale |
| Albert                 | Fernand Demilly           |        | UDF-PSD (UDF-MDS jusqu'en 1982) | Majorité départementale |
| Amiens-Ouest           | Marie-Stéphanie Kaczmarek |        | PCF                             | Communiste              |
| Amiens-Nord-Ouest      | Eliane Cosserat           |        | PCF                             | Communiste              |
| Amiens-Nord-Est        | René Carouge              |        | PCF                             | Communiste              |
| Amiens-Est             | Liliane Brunet            |        | PCF                             | Communiste              |
| Amiens-Sud-Est         | Jean-Claude Broutin       |        | UDF-CDS                         | Majorité départementale |
| Amiens-Sud             | Hubert Henno              |        | UDF-PR                          | Majorité départementale |
| Amiens-Sud-Ouest       | Gérard Moularde           |        | RPR                             | Majorité départementale |
| Ault                   | Michel Couillet           |        | PCF                             | Communiste              |
| Bernaville             | Joël Hart                 |        | RPR                             | Majorité départementale |
| Boves                  | Pierre Desse              |        | DVD                             | Majorité départementale |
| Bray-sur-Somme         | Fernand Adriaenssens      |        | UDF-PSD (UDF-MDS jusqu'en 1982) | Majorité départementale |
| Chaulnes               | Serge Bayard              |        | UDF-PSD (UDF-MDS jusqu'en 1982) | Majorité départementale |
| Comble                 | Albert Flinois            |        | UDF-CDS                         | Majorité départementale |
| Conty                  | Claude Jeunemaître        |        | UDF-CDS                         | Majorité départementale |
| Conty                  | André Occis               |        | DVD                             | Majorité départementale |
| Corbie                 | Claude Lemoine            |        | PCF                             | Communiste              |
| Crécy-en-Ponthieu      | Régis Lécuyer             |        | DVD                             | Majorité départementale |
| Domart-en-Ponthieu     | Gilbert Temmermann        |        | PS                              | Socialiste              |
| Doullens               | Jean-Philippe Lebas       |        | PS                              | Socialiste              |
| Gamaches               | Jacques Pecquery          |        | PCF                             | Communiste              |
| Hallencourt            | Pierre Martin             |        | RPR                             | Majorité départementale |
| Ham                    | Jean Boitel               |        | PS                              | Socialiste              |
| Hornoy-le-Bourg        | Charles Dufour            |        | DVD                             | Majorité départementale |
| Hornoy-le-Bourg        | Daniel Capon              |        | RPR                             | Majorité départementale |
| Molliens-Dreuil        | Gabrielle Scellier        |        | UDF-CDS                         | Majorité départementale |
| Montdidier             | Gérard Flamand            |        | RPR                             | Majorité départementale |
| Moreuil                | Francis Soilleux          |        | CNI                             | Majorité départementale |
| Moyenneville           | Pierre Chouquais          |        | PS                              | Socialiste              |
| Moyenneville           | Roger Castel              |        | UDF-CDS                         | Majorité départementale |
| Nesle                  | Jean Blas                 |        | PS                              | Socialiste              |
| Nouvion                | Ernest Lécuyer            |        | UDF-PSD (UDF-MDS jusqu'en 1982) | Majorité départementale |
| Oisemont               | Jérôme Bignon             |        | RPR                             | Majorité départementale |
| Péronne                | Jean-Marie Carbonelle     |        | UDF-PR                          | Majorité départementale |
| Picquigny              | Bernard Galliot           |        | UDF-CDS                         | Majorité départementale |
| Poix-de-Picardie       | Pierre Daniel             |        | DVD                             | Majorité départementale |
| Roisel                 | Pierre Druin              |        | PCF                             | Communiste              |
| Rosières-en-Santerre   | Jacques Trobas            |        | RPR                             | Majorité départementale |
| Roye                   | Jacques Fleury            |        | PS                              | Socialiste              |
| Rue                    | Pierre Bamière            |        | RPR                             | Majorité départementale |
| Saint-Valery-sur-Somme | Gilbert Gauthé            |        | PS                              | Socialiste              |
| Villers-Bocage         | Pierre Claisse            |        | UDF-CDS                         | Majorité départementale |

Noms en gras : élus lors des élections cantonales de 1982